# 廣瀬千鶴
廣瀬 千鶴（ひろせ ちづる、1992年3月2日 - ）は、日本のラジオパーソナリティ、モデル、タレント、MCである。長野県出身。F-FactoryJapan所属。

## 人物
- 特技:長距離走
- 趣味:農業、ピアノ

## 経歴
- 京王閣競輪場マスコットガール「OVAL Angel」[1]（2016年5月[2] - 2022年4月[3]）[4]

### ラジオ
- 千鶴と陽介のあなただけの栄養ドリンク（2015年、RADIO365）[5]

- Morning View NARITA（2016年、ラジオ成田）[6]

- Radio Cafe（2016年、ラジオ成田）[7]

- 土曜王国-サタディキングダム-（2016年4月 - 、LuckyFM茨城放送）[8] - 3代目アシスタント[9]

以下は公式プロフィールによる
- 2015年4月 JFN「JFNブランニューヒッツ」（faceの内包番組）
- 2016年3月ラジオ成田「AGRI CLIP RETURNS」

### テレビ
- 2016年 1月 TBS日曜劇場「家族ノカタチ」
- 2015年3月 フジTV「痛快テレビ スカッとジャパン」
- 2014年8月　日テレ「世界仰天ニュース」
- 2014年7月 フジTV「めちゃＸ２イケてるッ！」
- 2014年4月～ BSフジ「ワッチミー！TVxTV」
- 2014年1月 スカパー！プレミアムサービスCh.663 「ピグ☆1」
- 2013年12月　スカパー275・282ch　24：00～26：00「西口EXチャンネル　EXスー パーアイドルQUEEN」
- 2013年3月　テレビ東京（特番）「ウソのような本当の瞬間」

### CM
- 2017年　チバテレ「千葉テレビ番宣・CM」ナレーション
- 2016年～2017年WELLA TV-CM
- 2015年7月 JRA ブランドCM「あなたの競馬が走り出す。」夏編
- 2014年 フジTVドラマ「続・最後から二番目の恋」×ＫＯＳＥ コラボＣＭ

### インターネット番組
- 2014年8月 WALLOP放送局「みちふぉと」
- 2014年4月～ WALLOP放送局「みくるん日和」
- 2014年3月～ WALLOP放送局「レトロゲームスタジアム」

### イベント
- 2017年6月 インターフェックス ジャパン ブースCO
- 2017年5月 ビューティーワールドジャパン/アイキャッチブースCO
- 2017年4月　高機能フィルム展「テクノスマート」ブースCO
- 2017年2月　コンバーテックジャパン2017「テクノスマート」ブースCO
- 2017年1月　インターネプコンジャパン展/ブースCO
- 2016年10月 関西機会要技術展/ブースCO
- 2016年2月 'Xperia' T＆T Event (越谷レイクタウン)
- 2016年1月 インターネプコンジャパン ブースCO
- 2015年12月 国際ロボット展ブースCO
- 2015年11月 フェラーリクラブイベントCO
- 2015年7月 ブライダル産業フェア「寿吉」ブースCO
- 2015年6月 設計製造展CO
- 2015年5月 教育 IT ソリューション EXPO「セコム」ブース CO
- 2015年1月 インターネプコンジャパン
- 2015年1月 NetApp Innovation「丸紅情報システムズ」ブースCO
- 2014年12月 SEMICON JAPAN
- 2014年10月・11月 JIMTOF展
- 2014年10月 TOKYO PACK2014「共同印刷」ブースCO
- 2014年8月 日テレ 「汐留グラビア甲子園2014」
- 2014年7月 六本木大革命（豪華キャスト・出演者総勢１５０組の大型フェスティバル/ファッション・ライブ・ダンス・DJショー）
- 2014年6月　設計・製造ソリューション展
- 2014年4月 湘南モールフィルファッションイベントMC ・2014年4月 ガールズアワード（KOOLサンプリング）
- 2014年3月 リテールテックJAPAN2014～KDDIブースCO
- 2014年2月 ビクターロック祭り～音楽の嵐～KOOLブースCO
- 2014年2月 HCJ2014（国際ホテルレストランショー、フードケータリングショー、厨房設備機器展）KDDIブースCO
- 2014年1月 enex2014（主催：一般財団法人省エネルギーセンター）KDDIブース CO
- 2013年12月 ワーナーエンター テイメントジャパン「パシフィック・リム」イベントＭＣ
- 2013年11月 【Google】PR発表会 CO
- 2013年 クラウド コンピューティングEXPO KDDIブース CO
- 2013年 コカ・コーラｚero Limitツアー キャンペーンガール

### モデル
- 2015年12月 原宿東郷記念会館ブライダルモデル
- 2011年 楽天市場出店店舗　macaroni mix レギュラーモデル
- 2011年 01平「sha la la」PV出演
- 2010年 VANTAN CUTTING EDGE 2010

### ショー
- 2015年 FUTAKOTAMAGAWA COLLECTION
- 2013年 イオンモール甲府昭和店 FM FUJI ファッションショー
- 2011年 池袋サンシャインシティファッションショー
- 2011年 DESIGH FESTA Vol.33
- 2011年 代官山コレクション ブランド：KAPUWA
- 2010年 Moving Express 3years Live Fashon Show （ブランド：momo）
- 2010年 Party in Summer Japan art Collection Fashon Show
- 2010年 MINI COLE Fashon Show
- 2010年 Event Fashon Show "SPOT LIGNT"

## 記事掲載
2023年4月、『ラジオ番組表』 2023年春号（三才ブックス）の「第3回イチ推し番組DJランキング・ワイド番組部門」にて『土曜王国』が1位に選出され、バロン山崎と共にインタビュー記事が掲載された。
ギャラクシー賞を選定している放送批評懇談会発行の雑誌『GALAC』にて、2023年12月度のラジオ部門月評に「土曜王国」がスタジオでの写真とともに掲載された。

2025年5月14日、LuckyFM土曜王国の放送後記、通称ウラキンのラストに本人からさらりと結婚報告がされた。